# 155. Infanterie-Division (Wehrmacht)
Die 155. Infanterie-Division war ein militärischer Großverband der Wehrmacht.

## Divisionsgeschichte
Die Division entstand am 11. Februar 1945 aus der Umbenennung der in Oberitalien aufgestellten 155. Feldausbildungs-Division, ohne dass es zu einer Veränderung in der Gliederung kam. Sie wurde als Armeereserve der Heeresgruppe C unterstellt und sollte zusammen mit der 29. Panzergrenadier-Division eventuelle Landungsunternehmen der Alliierten an der oberen Adriaküste unterbinden.
Nach dem Zusammenbruch der deutschen Front bei Bologna am 21. April 1945 im Laufe der alliierten Frühjahrsoffensive, wurde die nur teilweise aufgestellte Division mit Deckungsaufgaben an den Po beordert. In der Nacht vom 22. April auf den 23. April langte sie nordwestlich von Ferrara am Nordufer des Po an. Am 24. war sie im Raum Gaiba und Stienta in Kämpfe gegen die über den Po setzende britische 6. Panzer-Division verwickelt. Am 25. April begannen sich die Reste der Division Richtung Norden abzusetzen.
Am 1. Mai versuchten die Division mit anderen Einheiten in der Valsugana nördlich von Bassano del Grappa vergeblich die vorrückende 88. US-Infanterie-Division aufzuhalten. In der Folge wurden die abziehenden Truppen der Division in heftige Abwehrkämpfe im Raum Arsiè-Fonzaso verwickelt, wobei wenige Stunden vor Inkrafttreten des Waffenstillstands noch empfindliche Verluste zu beklagen waren. Die Reste der Division mit dem Divisionsstab ging im Raum Belluno in US-amerikanische Kriegsgefangenschaft.
Kommandeur war der Generalmajor Georg Zwade.

## Gliederung
- Grenadier-Regiment 1227 mit zwei Bataillonen
- Grenadier-Regiment 1228 mit zwei Bataillonen
- Grenadier-Regiment 1229 mit zwei Bataillonen
- Füsilier-Bataillon 155
- Artillerie-Abteilung 155
- Nachrichten-Abteilung 630
- Divisionseinheiten 155